# Alain Giresse
Alain Giresse (ur. 2 sierpnia 1952 w Langoiran) – francuski piłkarz, obecnie trener piłkarski.
W 1984 roku z reprezentacją Francji, w której barwach wystąpił 47 razy, zdobył mistrzostwo Europy, a dwa lata później brązowy medal mistrzostw świata. Od kwietnia 2010 roku do 2012 roku był selekcjonerem reprezentacji Mali. Zdobył z nią III miejsce na Pucharze Narodów Afryki w 2012 roku.
Jego syn Thibault Giresse również jest piłkarzem i obecnie występuje w Toulouse FC.

## Kariera piłkarska
Grał na pozycji pomocnika lub cofniętego napastnika.
Przez większość swojej piłkarskiej przygody związany był z Girondins Bordeaux, którego jest wychowankiem. Dwukrotnie zdobywał z nim mistrzostwo Francji.
W reprezentacji narodowej debiutował 7 września 1974 roku w meczu z Polską. Obok Michela Platiniego, Luisa Fernandeza i Jeana Tigany, z którymi w 1984 roku triumfował w finałach mistrzostw Europy, był jednym z najciekawszych zawodników swojego pokolenia. Ostatni raz w reprezentacji zagrał w meczu półfinałowym mistrzostw świata 25 czerwca 1986 roku przeciwko RFN.
Karierę sportową zakończył w Olympique Marsylia w wieku trzydziestu ośmiu lat.

## Sukcesy piłkarskie
- Złota Piłka (drugie miejsce) 1982
- mistrzostwo Francji 1984 i 1985 oraz Puchar Francji 1986 z Girondins Bordeaux
- mistrzostwo Europy 1984, trzecie miejsce na Mundialu 1986 i IV miejsce na Mundialu 1982 z reprezentacją Francji

W lidze francuskiej rozegrał 582 mecze i strzelił 164 gole.
W reprezentacji Francji od 1974 do 1986 roku
rozegrał 47 meczów i strzelił 6 goli.